# Léon Saxer

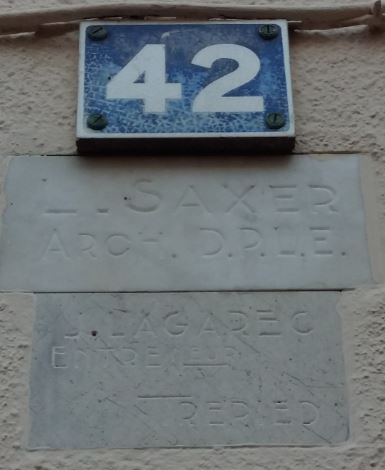
42 rue Saint-Jean au Touquet-Paris-Plage, signé L. SAXER / ARCH. D.P.L.E., photographié en 2018.

Léon Saxer est un architecte français, né le 15 décembre 1886 à Versailles et mort le 13 octobre 1970 au Touquet-Paris-Plage. Il est l’auteur de villas balnéaires du Touquet-Paris-Plage et de La Baule.

## Biographie

### Enfance, famille et formation
Léon Albert Lucien Saxer naît le 15 décembre 1886 à Versailles, département de Seine-et-Oise, fils de Raphaël Lucien Saxer, entrepreneur de plomberie, et d'Adèle Célestine Pascal. Il se marie le 22 octobre 1910 avec Bernadette Blanche Rivière (1888-1956) dans le 6e arrondissement de Paris,,, ils n'ont qu'un enfant, Ginette, qui est tuée, lors d'un bombardement des alliés, le 10 mai 1940 à la gare de Creil,.
Il est diplômé de l'École nationale supérieure des arts décoratifs de Paris (1904-1913) ; membre de la société des artistes français.

### Carrière professionnelle
En 1919, Léon Saxer est architecte à Amiens puis en 1926, en gardant son cabinet d'Amiens, qu'il cède vers 1932 à son confrère André Genet, il s'installe comme architecte expert au Touquet-Paris-Plage, au no 98 rue de Moscou, à l'angle sud-ouest avec la rue Raymond-Lens, puis assez rapidement, villa Les Abeilles au no 70 rue Saint-Jean. Son épouse y tient un commerce de confiserie.
Il est élu membre de la Société académique du Touquet-Paris-Plage le 8 septembre 1930.
Durant la Seconde Guerre mondiale, dès 1941, il propose aux propriétaires des villas du Touquet-Paris-Plage de leur établir des documents, constatant les dommages de cantonnement de l'occupant et des bombardements, qui leur permettront de recevoir ultérieurement des indemnités. Comme les autres habitants, il est obligé d'évacuer le Touquet-Paris-Plage au printemps 1944, à son retour, sa villa ayant été endommagée, il transfère son cabinet au no 70 rue Moscou dans la villa Les Projets, nom qu'il lui donna, et y exerce jusqu'à sa mort le 13 octobre 1970 au Touquet-Paris-Plage. Il est inhumé à Amiens.

## Réalisations architecturales
- Sailly-le-Sec (Somme) : église Saint-Martin (1926-1931).
- La Baule-Escoublac : il dessine vers 1926 la villa balnéaire Momus[8].
- Le Touquet-Paris-Plage :
  - la villa Doulce France au no 28 de l'avenue de l'Atlantique[9]
  - la villa Les Jarres au no 13, rue de Boulogne[10],[11] (reconnaissable à la jarre posée sur l'appui de fenêtre à l'étage), toutes deux inscrites à l’inventaire général du patrimoine culturel
  - la villa L'Ensoleillée, parue dans La Construction moderne en 1928[12], avenues de la Reine-Victoria et Dorothée.

## Distinction
Léon Saxer est fait officier d'Académie.

## Pour approfondir
Les dates extrêmes du fonds Léon Saxer aux archives du Pas-de-Calais sont de 1923 et de 1970.